# Tateyama, Toyama

Tateyama (立山町 Tateyama-machi?) este un oraș în Japonia, în prefectura Toyama.